# Abi-milku
Abi-milku (... – XIV secolo a.C.) è stato un re di Tiro.

## Biografia e regno
È menzionato nelle lettere di el-Amarna in cui chiede al faraone di consegnargli il pezzo di terra davanti alla Tiro insulare perché gli servono acqua, boschi, paglia e argilla e poiché non vi era più posto dove mettere i morti.
Ai suoi tempi il re di Biblo definisce il dominio della città di Tiro "esteso quanto il mare" e il Palazzo reale "bello come quello di Ugarit".